# Elbeszélő költemény
Az elbeszélő költemény verses epikai műfaj, mely a balladánál terjedelmesebb, az eposznál általában rövidebb. Más elnevezésekkel: verses elbeszélés, költői elbeszélés, költői beszély. Különféle témájú, hangvételű, kompozíciójú verses formájú nagyepikai alkotások összefoglaló neve.

## Régebbi meghatározása
A 19. század végi A Pallas nagy lexikona szerint:
- mind az a verses elbeszélés, ami az eposz, epopeia, verses regény, ballada, románc, mese határozottabb fogalommal összekötött neve alá nem foglalható. Az eposztól világnézetének konkrétebb jellege és kereteinek szűkebb terjedelme különbözteti meg; benne is, mint a regényben egyesek sorsa és jelleme körül forog a dolog, de a verses regénytől is megkülönbözteti bonyodalmának egyszerűbb volta. A balladától az epikusabb, részletezőbb előadás különbözteti meg. Általán aféle mű, mint a prózai elbeszélés, csakhogy verses formáju. Terjedelme szerfölött különböző. Arany a Toldit is K.-nek nevezte, mig a Fülemile is K. A modern K. egyik iránya az, melyet Byron kezdett meg és Puskin is művelt: az alanyi elemekkel vegyített K., ami ismét lehet lirai (Arany: Katalin), vagy humoros (Arany: Bolond Istók, Gyulai: Romhányi), vagy szatirikus stb.[1]

## Története
Magyarországon a 18. században jelent meg, virágkorát a 19. században élte, a 20. században elhalt. A műfaj legkiemelkedőbb képviselői a magyar irodalomban: Fazekas Mihály, Petőfi Sándor, Arany János, Arany László, Erdélyi József, Illyés Gyula és Juhász Ferenc.

## A magyar irodalomban

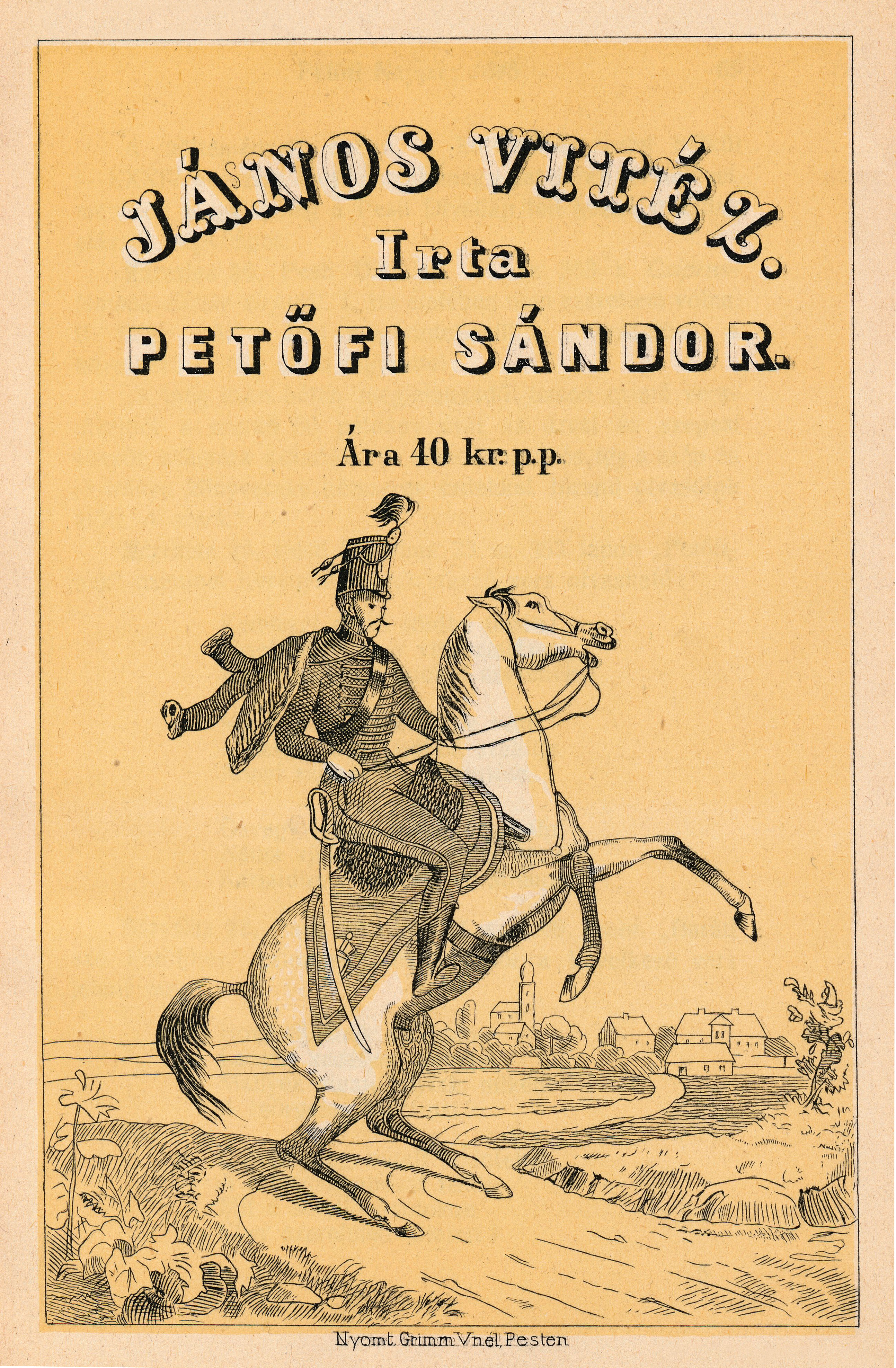
Petőfi Sándor: János vitéz

### Hosszabb terjedelműek
- Fazekas Mihály: Lúdas Matyi[2] (1804)
- Vörösmarty Mihály: Eger (1827), A két szomszédvár (1831)
- Petőfi Sándor: A helység kalapácsa (1844), János vitéz[3] (1845), Az apostol (1848)
- Arany János: Az elveszett alkotmány (1845), Toldi[4] (1846), a Toldi estéje (1854), Bolond Istók (1850-73)
- Arany László: A délibábok hőse[5] (1872) (más műfaji kategorizálás szerint: verses regény)

### Közepes epika körébe sorolhatóak
- Vörösmarty Mihály: Cserhalom (1825), Tündérvölgy (1826), A Délsziget (1826)
- Babits Mihály: Jónás könyve (1938)
- Garay János: Az obsitos (1843)

### Modern változat
- Varga Domokos György: Tévé a tanyán[6][7] (2015)

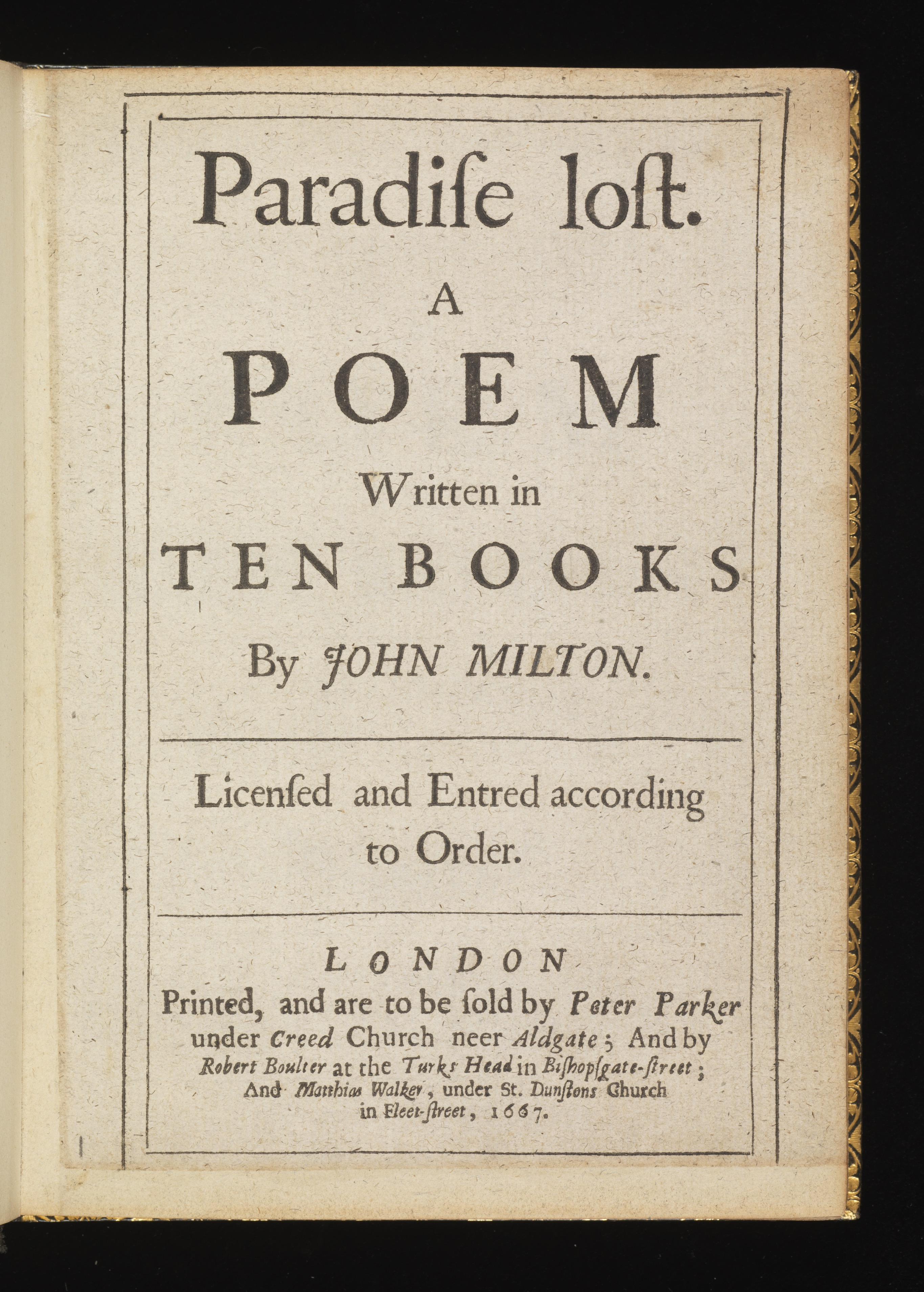
Milton: Elveszett paradicsom

## A világirodalomban
- Milton: Elveszett paradicsom (Paradise lost) (1667)
- Byron: Childe Harold (1812) (verses regény)
- Puskin: Anyegin (1823-1831) (verses regény)